# Гемогенный эндотелий
Гемогенный эндотелий — это особый подвид эндотелиальных клеток, рассыпанных в эндотелии сосудов, которые могут при определённых условиях дифференцироваться в гемопоэтические (кроветворные) клетки..
Развитие гемопоэтических клеток в эмбрионе происходит последовательно от клеток первичной мезодермы, через стадию гемангиобласта к клеткам гемогенного эндотелия и затем к собственно гемопоэтическим клеткам-предшественникам (гемоцитобластам и более поздним).